# Jacobus Van Rompuy

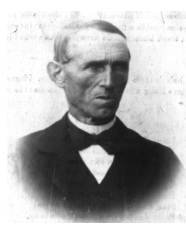
Jacobus Van Rompuy.

Jacobus Van Rompuy (Begijnendijk, 9 september 1832 - aldaar, 1 mei 1911) was een Belgisch politicus en burgemeester van Begijnendijk. Hij was de zoon van Joannes Antonius Van Rompuy (1795-1860), die in Begijnendijk de functie van schepen waarnam.
Aanvankelijk was Jacobus - ook Kobe genoemd - schepen om in 1875 burgemeester te worden van zijn geboortedorp. Hij bleef in functie tot in 1879 en nam het ambt terug op van 1885 tot 1896.
Ook zijn zoon Alfons Van Rompuy (1876-1959) was burgemeester van de gemeente, van 1912 tot 1933.
Jacobus was de betovergrootvader van de CD&V-politici Herman en Eric Van Rompuy, alsook van PVDA-politica Tine Van Rompuy.